# Lansdowne Cup
La Lansdowne Cup è un trofeo di rugby XV creato nel 1999 e messo in palio tra l'Australia e l'Irlanda.
La coppa è stata donata alla Federazione australiana dal Lansdowne Club di Sydney. Come il Lansdowne Club, la coppa prende il nome dal famoso stadio di Dublino.
La prima edizione si tenne in occasione del tour dell'Irlanda del 1999 in Australia. I Wallabies si aggiudicarono la coppa vincendo entrambe le partite disputate: la prima, il 12 giugno, per 46-10; la seconda, il 19 giugno, 32-26.
Il trofeo è messo in palio ad ogni incontro (o ad ogni serie) tra le due nazionali tranne quando la partita viene disputata durante la Coppa del Mondo. In caso di parità il trofeo rimane alla nazionale campione uscente.

## Palmarès
| Anno | Città     | Risultato                 | Vincitrice |
| ---- | --------- | ------------------------- | ---------- |
| 1999 | Brisbane  | Australia — Irlanda 46-10 | Australia  |
| 1999 | Perth     | Australia - Irlanda 32-26 | Australia  |
| 2002 | Dublino   | Irlanda — Australia 18-9  | Irlanda    |
| 2003 | Perth     | Australia - Irlanda 45-16 | Australia  |
| 2005 | Dublino   | Irlanda — Australia 14-30 | Australia  |
| 2006 | Perth     | Australia - Irlanda 37-15 | Australia  |
| 2006 | Dublino   | Irlanda — Australia 21-6  | Irlanda    |
| 2008 | Melbourne | Australia - Irlanda 18-12 | Australia  |
| 2009 | Dublino   | Irlanda — Australia 20-20 | Australia  |
| 2010 | Brisbane  | Australia - Irlanda 22-15 | Australia  |
| 2013 | Dublino   | Irlanda — Australia 15-32 | Australia  |
| 2014 | Dublino   | Irlanda — Australia 26-23 | Irlanda    |
| 2016 | Dublino   | Irlanda — Australia 27-24 | Irlanda    |
| 2018 | Brisbane  | Australia - Irlanda 18-9  | Irlanda    |
| 2018 | Melbourne | Australia - Irlanda 21-26 | Irlanda    |
| 2018 | Sydney    | Australia - Irlanda 16-20 | Irlanda    |
| 2022 | Dublino   | Irlanda — Australia 13-10 | Irlanda    |

## Riepilogo vittorie
| Squadra   | Vittorie | Anno                                           |
| --------- | -------- | ---------------------------------------------- |
| Australia | 8        | 1999, 2003, 2005, 2006, 2008, 2009, 2010, 2013 |
| Irlanda   | 6        | 2002, 2006, 2014, 2016, 2018, 2022             |

## Statistiche
- Miglior serie:
  - Australia: 4 difese consecutive (2008 - 2013)
  - Irlanda: 4 difese consecutive (2014 - 2022)
- Vittorie con il maggiore scarto:
  - Australia: 36 punti (46-10 12 giugno 1999, assoluta)
  - Irlanda: 15 punti (21-6 19 novembre 2006)
- Maggior numero di punti in un singolo incontro:
  - 61 (Australia-Irlanda 45-16, 7 giugno 2003)
- Minor numero di punti in un singolo incontro:
  - 23 (Irlanda-Australia 13-10, 19 novembre 2022)
- Vittoria esterna più recente:
  - Australia: Dublino, 16 novembre 2013, Irlanda-Australia 15-32
  - Irlanda: Sydney, 23 giugno 2018, Australia-Irlanda 16-20